# Николаева, Ксения Николаевна
Ксения Николаевна Николаева (род. 6 сентября 1959) — украинская актриса театра и кино. Народная артистка Украины (2017). Заслуженная артистка Украины (2001).

## Биография
Родилась в 1959 году в семье актрисы Анны Николаевой.
В 1979 году окончила Киевский государственный институт театрального искусства им. И. К. Карпенко-Карого (курс Н. Н. Рушковского).
В 1980—1994 годах — актриса Киевского академического русского драматического театра им. Леси Украинки.
С 1994 года — актриса Театра драмы и комедии на левом берегу Днепра.
В кино с 1980 года, снявшись в почти 100 фильмах и сериалах.

## Избранная фильмография
- 1980 — Мелочи жизни — работница ЗАГСа
- 1980 — Копилка — дочь графини Кордебуа
- 1980 — Цветы луговые — Тося
- 1981 — Колесо истории — Марьяна
- 1981 — Право руководить — Валя
- 1985 — Искупление
- 1990 — Провинциалки — подруга Светланы
- 2002 — Право на защиту — Софья Николаевна
- 2004 — Я тебя люблю
- 2006 — Оранжевое небо — жена губернатора
- 2006 — Первое правило королевы — Любовь Ивановна
- 2007 — Возвращение Мухтара — Кукарача
- 2007 — Инди — Татьяна
- 2007 — Отчим — Каролина
- 2007 — Свои дети — мать Глеба
- 2007 — Семь дней до свадьбы — Марья Антоновна
- 2007 — Сердцу не прикажешь — Антонина
- 2008  — Сокровища святого Патрика — Анна
- 2008 — Ой, мамочки... — Маргарита Андреевна
- 2008 — Папа напрокат — Татьяна Семёновна
- 2008 — Сюрприз — Галина Ивановна
- 2009 — Красный лотос — Елена
- 2009 — Блудные дети — директор частной школы
- 2010 — Кукушка — Зинаида Григорьевна
- 2010 — Пусть говорят — Катерина Ивановна
- 2010 — Только любовь — Полина
- 2011 — Земля забвения
- 2011 — Сваты-5 — Судья
- 2016 — Гражданин Никто — Ирина Петровна, мачеха Инги Бригинец